# Hikayat al-Jawahir al-Thalath
Hikayat al-Jawahir al-Thalath ( حكاية الجواهر الثلاثة, El conte dels tres diamants) és una pel·lícula anglo-belga-hispano-palestina de Michel Khleifi del 1995 que relata la recerca d'un jove palestí de la Franja de Gaza de tres diamantss perduts d'un collaret.
Fou exhibida a la Quinzena de Cineastes del 48è Festival Internacional de Cinema de Canes

## Argument
Youssef, de 12 anys, viu en un camp de refugiats a la franja de Gaza, en el context ombrívol de la primera Intifada i l'ocupació israeliana: pare a la presó, germà lluitador buscat per l'exèrcit israelià.
Durant una passejada, Youssef coneix l'Aida, una jove gitana, excel·lent narradora de cobtes, de la qual s'enamora. Ella li diu que es casarà amb ell si troba els tres diamants perduts d'un collaret adquirit una vegada a Amèrica del Sud per la seva àvia.
A partir d'aleshores, Youssef intenta sortir de la franja de Gaza per tots els mitjans rera la pista del diamant.

## Repartiment
- Mohammed Nahnal : Youssef
- Hana' Ne'meh : Aida
- Bushra Karaman : La mare de Youssef
- Raida Adon : Suad
- Makram Khoury : Abu Iman
- Mohammed Sheikh : Samir
- Ghassan Abu Libda : Salah
- Amin Halabi : Pare de Salah
- Mohammed Bakri : pare d’Aida
- Um Fayez : Àvia d’Aida
- Ahmad Abu Sal'oum : pare de Youssef
- Khalifa Natour : funcionari 1
- Dirar Suleiman : funcinari 2

## Producció
La pel·lícula és una producció independent feta gràcies al finançament d'alguns països europeus. Va ser filmatd els dies posteriors a la Massacre de la Cova dels Patriarques i abans de l'arribada de l'Autoritat Nacional Palestina. El rodatge va tenir lloc de manera clandestina a la Franja de Gaza.

## Distribució
La pel·lícula es va estrenar al 48è Festival Internacional de Cinema de Canes, a la secció Quinzena de Cineastes, amb el títol Conte des trois diamants. A França es va estrenar als cinemes a finals d'any. Posteriorment es va projectar en nombrosos festivals internacionals de cinema i en esdeveniments culturals dedicats a l'Estat de Palestina i als drets humans. El 2008, es va publicar en DVD, en àrab amb subtítols en anglès.

## Reconeixements
Nominada a la millor pel·lícula al Festival de Canes de 1995, a la secció Quinzena de Cineastes, va guanyar el premi Golden Butterfly al festival de cinema infantil d'Esfahan, i el gran premi a la millor pel·lícula al festival de Nantes.